# Ovalle Airport
Ovalle Airport är en flygplats i Chile.   Den ligger i provinsen Provincia de Limarí och regionen Región de Coquimbo, i den centrala delen av landet, 300 km norr om huvudstaden Santiago de Chile. Ovalle Airport ligger 170 meter över havet.
Terrängen runt Ovalle Airport är varierad. Ovalle Airport ligger nere i en dal. Närmaste större samhälle är Ovalle, 7,8 km öster om Ovalle Airport. 
Trakten runt Ovalle Airport består till största delen av jordbruksmark. Runt Ovalle Airport är det glesbefolkat, med 20 invånare per kvadratkilometer.